# Saint-Léger, Charente-Maritime
Saint-Léger är en kommun i departementet Charente-Maritime i regionen Nouvelle-Aquitaine i västra Frankrike. Kommunen ligger  i kantonen Pons som ligger i arrondissementet Saintes. År 2022 hade Saint-Léger 672 invånare.

## Befolkningsutveckling
Antalet invånare i kommunen Saint-Léger
Referens:INSEE